# 把戏电影
把戏电影是电影发展早年的一种电影类型，通过特殊效果技术而展现新颖画面内容的无声短片。

### 脚注
1. ↑  中文译名参考自《动画是有史以来最伟大的发明，让人类的想象力彻底解放》[1]和《动画的起源和发展》[2]。

### 出典
1. ↑  焰焰. . 搜狐网. 动画学术趴.   [2020-12-29].
2. ↑  黄玉珊. . 央视网. 中国中央电视台动画频道.   [2020-12-29]. （原始内容存档于2005-09-07）.
3. ↑  Solomon (2006)，第596頁.

### 文献
- Carroll, Noel. . Cambridge University Press. 1996. ISBN 9780521466073.

- Solomon, Matthew. . Theatre Journal. 2006, 58 (4): 595–615. JSTOR 25069917. doi:10.1353/tj.2007.0032.